# 韦奇
韦奇，是匈牙利赫维什州所辖的一个村。总面积25.66平方公里，总人口622，人口密度24.2人/平方公里（2011年1月1日）。